# Mosty (uroczysko)

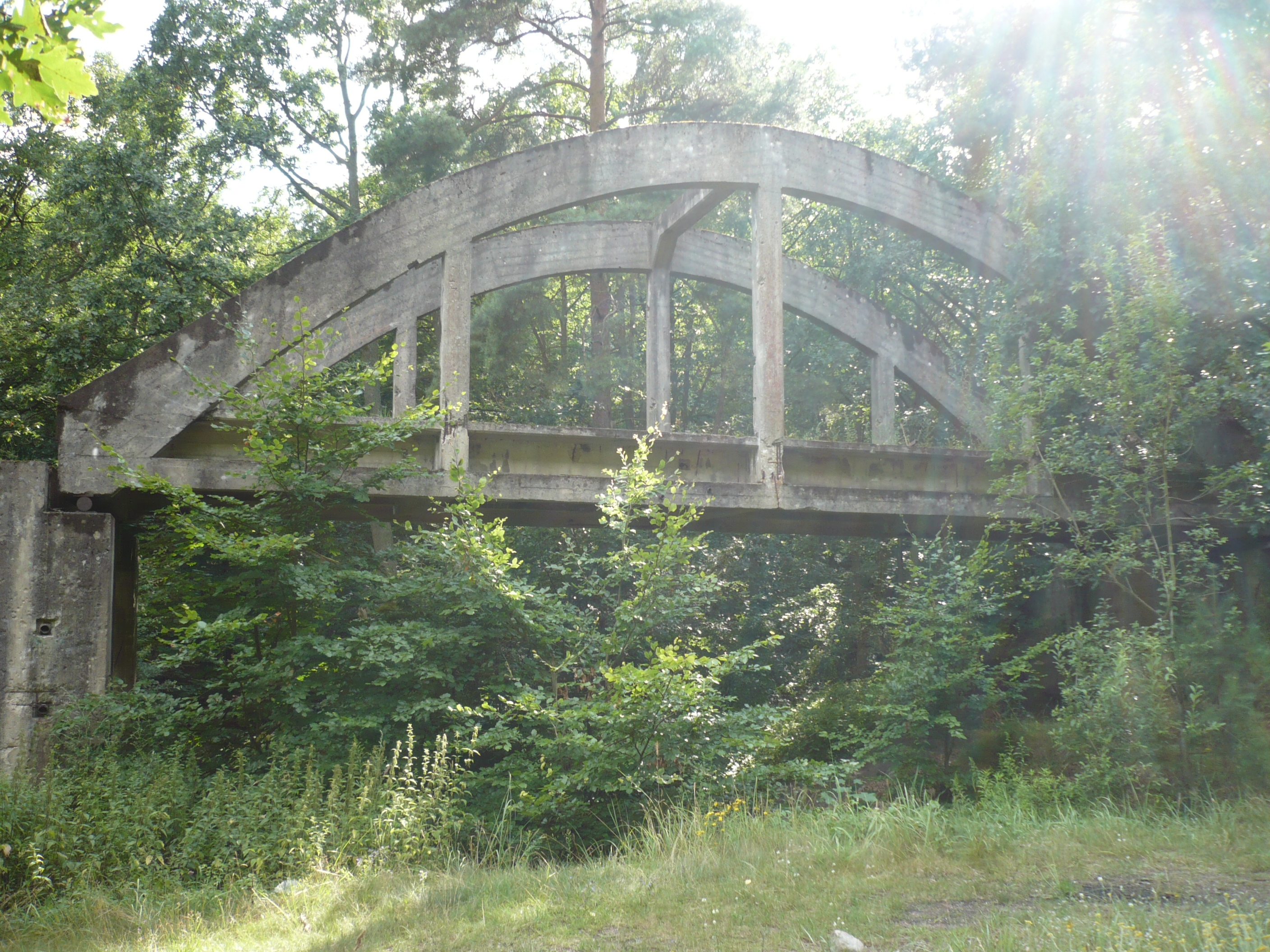
Konstrukcje mostowe, uroczysko Mosty.

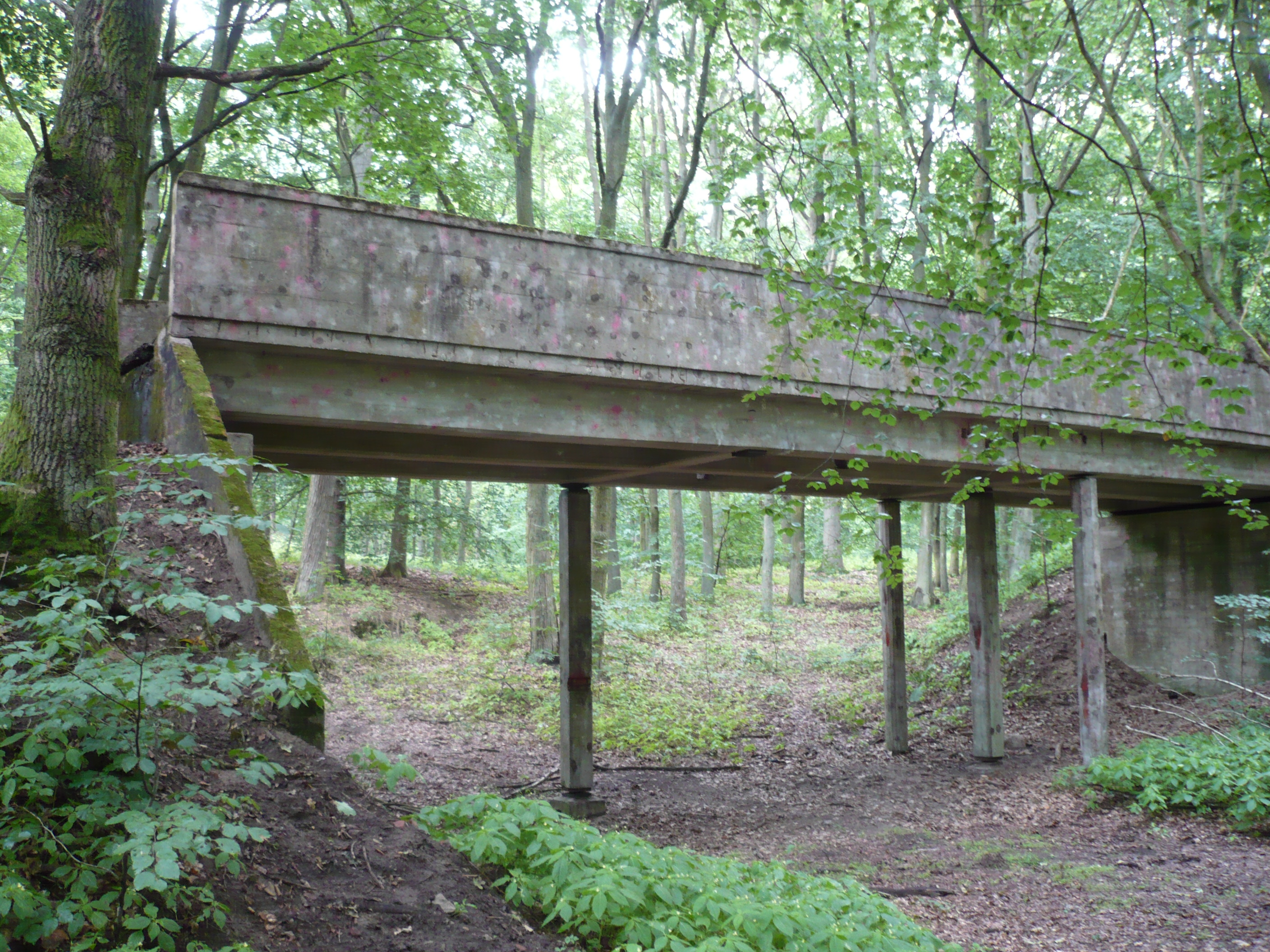
Konstrukcje mostowe, uroczysko Mosty.

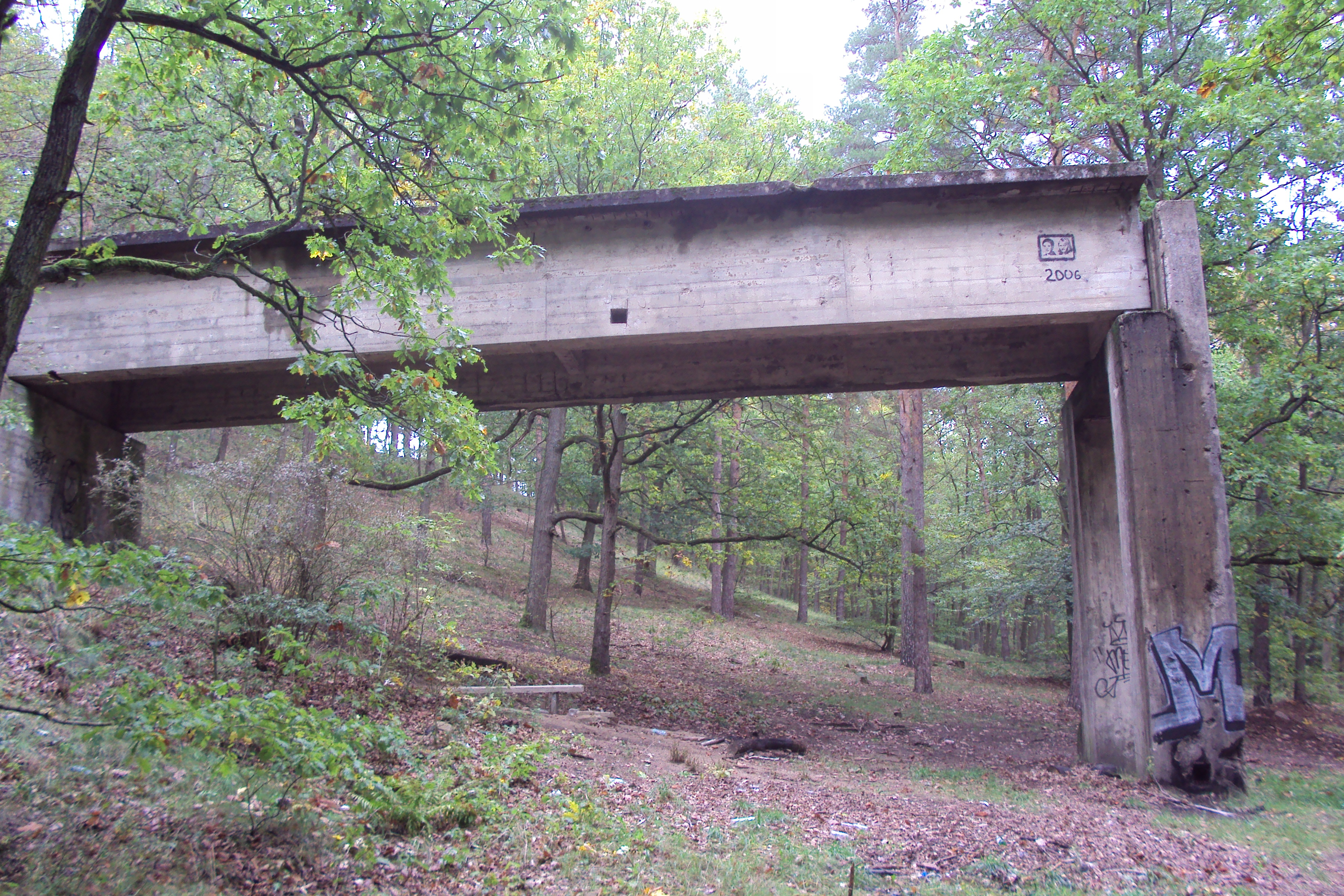
Konstrukcje mostowe, uroczysko Mosty.

Mosty (do 1945 niem. bez nazwy) – uroczysko znajdujące się w zachodniej części Puszczy Bukowej, w pobliżu szczecińskich osiedli Podjuchy i Żydowce. 

## Położenie
Teren pagórkowaty, częściowo porośnięty przez buki, dęby oraz sosny. Na terenie uroczyska znajdują się trzy betonowe konstrukcje mostowe (wiadukty) oraz pozostałości wyrobiska i nasypu.
Do uroczyska Mosty można dotrzeć m.in. od ul. Smoczej skręcając w drogę brukowaną tuż za autostradą A6, następnie w prawo tuż za samą strzelnicą i na koniec w lewo.

## Historia
W tym miejscu zlokalizowany był tajny poligon armii niemieckiej służący do szkolenia wojsk saperskich. Wybudowany (najprawdopodobniej) w latach trzydziestych XX w., działał aż do II wojny światowej. 
Nieopodal znajdują się ruiny dawnego obozu pracy przymusowej, w którym przebywały polskie włókniarki z Łodzi i Pabianic pracujące przy produkcji sztucznego jedwabiu w czasie ostatniej wojny w zakładach włókienniczych w Żydowcach.